# Aeroportul Batman
Aeroportul Batman (IATA: BAL, ICAO: LTCJ) este un aeroport din Turcia ce deservește zona Batman. Aeroportul a fost tranzitat în 2022 de 425.148 de pasageri. A fost deschis în 1998 și numit după zona deservită.
Situat la o altitudine de 555 m, aeroportul dispune de o singură pistă. Este operat de General Directorate of State Airports (Turkey)⁠(d).